# Arik Marshall
Arik Marshall (ur. 13 lutego 1967 w Los Angeles) – amerykański gitarzysta, wokalista, autor tekstów, poeta, pisarz. Znany najlepiej z jednorazowego pobytu w zespole Red Hot Chili Peppers.

## Red Hot Chili Peppers
Współpracę z RHCP nawiązał w 1992 roku, zajmując miejsce Johna Frusciante, który źle znosił wielką sławę zespołu. Grał na festiwalu Lollapalooza w 1992 roku. Wystąpił w dwóch teledyskach do utworów „Breaking the Girl” i „If You Have to Ask”, choć nie uczestniczył w nagrywaniu jednej z nich. Marshall odebrał również wiele nagród za album zespołu „Blood Sugar Sex Magik”, w którym również nie miał większego wkładu. W 1993 Red Hot Chili Peppers poprosiło go o opuszczenie zespołu, ponieważ nie mogli połączyć się z gitarzystą podczas nagrywania nowego albumu. Na jego miejsce został przyjęty tymczasowo Jesse Tobias, którego po jakimś czasie zastąpił Dave Navarro.

## Dalszy ciąg kariery
Po opuszczeniu RHCP, Marshall dołączył do zespołu Macy Gray. Uczestniczył w tworzeniu albumów On How Life Is (1999) i The Trouble with Being Myself (2003). W 2010 r. wystąpił wraz z zespołem na koncercie charytatywnym dla Haiti.
Współpracował również z: Chaką Khan, The Prodigy, George’em Clintonem i Parliament Funkadelic, Ice Cube, Björk, Jodeci, Lisa Marie Presley, Soundgarden, Pearl Jam, Circle Jerks i Carlosem Santaną.
Marshall postanowił przejść na solową karierę i wydał cztery płyty: Memories of Amnesia (2001), Fantaseality (2003), Pleasures of the Funky (2005) i Heaven's Ghetto (2009).

## Występy telewizyjne i filmowe
Wystąpił wraz z zespołem Macy Gray w Saturday Night Live i Rosie O’Donnell. W 1992 wystąpił na MTV Video Music Awards, a w 1993 uczestniczył razem z zespołem Red Hot Chili Peppers na Grammy Awards.
Wziął udział w jednym z odcinków The Simpsons, a także w filmie Spider-Man z 2002.
Napisał ścieżkę dźwiękową do filmu Peace & Quiet, za który wygrał Oscara.
Pojawił się jako gitarzysta na weselu w filmie Kac Vegas.